# Encompass Championship
Het Encompass Championship is een jaarlijks golftoernooi in de Verenigde Staten, dat deel uitmaakt van de Champions Tour. Het vindt sinds 2013 telkens plaats op de North Shore Country Club in Glenview, Illinois.
Het toernooi wordt gespeeld in een strokeplay-formule met drie ronden en er is geen cut.

## Geschiedenis
In 2013 werd het toernooi opgericht als het Encompass Championship en de eerste editie werd gewonnen door de Amerikaan Craig Stadler. Sinds de oprichting wordt het toernooi georganiseerd in de maand juni.

## Winnaars
| Jaar | Winnaar       | Score | Score | Info |
| ---- | ------------- | ----- | ----- | ---- |
| 2013 | Craig Stadler | 203   | –13   |      |
| 2014 | Tom Lehman    | 201   | –15   |      |

| Toernooirecord |  | po = winnaar na play-off |